# Volcan Ceniza
Volcan Ceniza är en vulkan i Mexiko.   Den ligger i delstaten Baja California, i den nordvästra delen av landet, 2 100 km nordväst om huvudstaden Mexico City. Toppen på Volcan Ceniza är 174 meter över havet, eller 162 meter över den omgivande terrängen. Bredden vid basen är 2,4 kilometer.
Terrängen runt Volcan Ceniza är platt. Havet är nära Volcan Ceniza åt sydväst.  Närmaste större samhälle är Colonia Nueva Era, 8,4 km nordost om Volcan Ceniza. 